# Volvarina elliptica
Volvarina elliptica is een slakkensoort uit de familie van de Marginellidae. De wetenschappelijke naam van de soort is voor het eerst geldig gepubliceerd in 1870 door Redfield.